# チャドクガ
チャドクガ（茶毒蛾）はチョウ目ドクガ科の昆虫。本州（主に岩手県以南）、四国、九州の日本各地に分布。年2回発生、卵越冬。日本では代表的な毒蛾である。茶樹や園芸植物に食害をおよぼす。約0.1mmほどの毒針毛をもち、接触や飛散で皮膚や粘膜に付着すると、炎症をおこして痒くなる。

## 生態
幼虫（いわゆるケムシ）は、4月から10月にかけて年2回発生する。淡黄褐色で成長すると25mm程度。チャノキ・ツバキ・サザンカなど、ツバキ科の植物の葉を食害する。
幼虫は、若齢のうちは一箇所に固まっていることが多く、数十匹が頭を揃えて並び、葉を食べている。ひとつの枝の葉を食べつくすと、まるで誰かが指揮でもしているかのように、一列に並んで隣の枝に移動していく。何らかの刺激があると、思い出したように頭を上げ左右に振るのを見ることが出来る。数十匹の幼虫が一斉に同じリズムで頭を振る姿はユーモラスである。この行動については、
1. 同時に同じリズムで動くことで、体の大きな生物だと思わせ天敵を威嚇している
2. 体を揺らすことで、抜けた毒針毛(どくしんもう)を風に乗せ、天敵を攻撃している

などの仮説があるが、本当のところは明らかになっていない。
成長するにしたがって、木全体に拡散する。食欲旺盛で、放置しておくと木が一本まる裸にされてしまうこともある。成虫（蛾）は、昼間は薄暗い場所の木の幹などに頭を下にしてじっとしていることが多い。ツバキの葉の裏などに産卵する。卵塊は、成虫の体毛に覆われている。
天敵としては、スズメバチ類が知られている。

## 毒針毛とかぶれ
成虫の目視できる体毛そのものに毒はないが、2齢幼虫以降の幼虫の体に生えている長さ0.1-0.2mmほどの毒針毛中にはプロテアーゼ、エステラーゼ、ヒスタミン等が含まれており、とても抜け易いため幼虫の体毛にも付着している。また、毒針毛の表面には小さなトゲがあり皮膚に付くと抜けにくい構造になっている。終齢幼虫の抜けた毒針毛は繭・成虫・卵塊・1齢幼虫と成長過程すべてで付着して受け継がれる。
俗に「ケムシに刺された」というがケムシはカやハチのように自分から積極的に人を刺すものではない。人や何かが触れることが無い限り、そのものに影響は及ぼされない。チャドクガは生涯を通じて毒針毛をもち、触れるとかぶれを生じる。一度その被害にあった人はそれが抗原になって2回目以降、個人差はあるがアレルギー反応を起こすことがある。毒蛾の毛虫1匹にある毒針毛は50万本から600万本といわれているが、毒針毛を持つ種類はドクガ科全体のごく一部である。
毒針毛は非常に細かく、長袖でも夏服などは繊維のすきまから入り込む。直接触れなくても木の下を通ったり、風下にいるだけで飛散した毒針毛の被害にあうことがある。またハチの毒などと違って幼虫自身の生死に関わらず発症するので、幼虫の脱皮殻や、殺虫剤散布後の死骸にも注意が必要である。被害にあったときに着ていた衣服は毒針毛が付着しているので、取扱いに注意する。成虫にも毒針毛が付着しており、卵塊は成虫の体毛に覆われているので、幼虫の時期のみでなく年間通じて注意が必要である。

### 症状
アレルギー反応なので人によって症状に違いがあり、ねずみなどには症状が現れない。
触れてから2 - 3時間して赤くはれ上がり痒くなる。高齢の庭師や農家で、若いころは痒くなったが今はならない、という者もいるがまれな例である。一度この毒針毛に接触すると、抗体が形成され、2度目以降アレルギー反応を引き起こす。したがって1回目より2回目、3回目の方が症状が重くなる。
毒針毛が皮膚に付着したあと擦ると皮膚に刺さり、内部の毒が注入されるため、痒みを感じて掻き毟ることで炎症が広がる。また毒針毛は、あらゆる隙間に入り込み、腕全体や体の広範囲に発疹が生じる場合が多く、予防も困難である。
毒針毛の知識をもたず、単に蚊に刺された程度と軽く考え、ほうっておくとだんだん全身におよび、神経毒のため痛痒感で眠れなくなる（帯状疱疹に似た症状）。発熱やめまい・嘔吐、場合によっては痙攣（不随意運動）も併症することがあり、そのままにしておくと長期に亘ってかゆみが続くので、速やかに皮膚科医の診察を受けること。
体質によっては、患部が触れることで接触皮膚炎（着衣の化繊アレルギーやファスナー類による金属アレルギー等）も併発する。毒針毛が深皮膚下に到達すると化膿し、自然治癒の過程で水疱が生じ、排毒のため毒素を含んだ膿と治癒のために分泌したリンパ液、そして破断した毛細血管からの血液が混ざった体液が溜り、破裂破水した後も複数回生じる。
このため、局部は一時的に壊死状態となることで、一般に約6週間程度とされる皮膚の代謝循環期間内では再生せず、傷痕として長期的に残ってしまう。毒針毛が広域面に及ぶと、火傷に似た皮膚のただれとつっぱりを催す。

### 治療
ハチ毒のような劇症性は少ないものの、かゆみが長期（長くて半年近く）にわたり厄介な毒である。触れたときは気がつかず、後で発疹のような大量のかぶれが生じ、ひりひりしてわかることが多い。毒針毛は微細構造で刺さると抜けにくい構造のうえ毒が封入されているため、乱雑に払ったり掻いたりすると症状が全身に拡大したりする。
気がついたら、さわらず衣服についた毒針毛をガムテープを貼って丁寧に除去する。洗濯機などでの水洗いは効果がなく、洗濯槽を介して他の衣料品に毒毛針を拡散させるので避ける。チャドクガの毒成分は、たんぱく質で熱に弱いので、50℃以上のお湯で洗濯したり、スチームアイロンをかけること。
皮膚に触れた直後であれば、セロテープやガムテープなどを皮膚に張り付けて毒の毛を除去し、石鹸を泡立てて勢いよく流水で時間をかけて洗い流すと毒毛を除去できる。ステロイド外用薬・抗ヒスタミン薬軟膏の処方を受け塗る。蚊に刺されたときに使用する市販のクール系のぬり薬は、効果がなく症状を悪化させることがある。一般用医薬品では効果は限定的なので、症状が重くなる前に迷わず皮膚科医の診察を受け、処方箋医薬品を使用するのがよい。痛痒感が消えた後の傷痕には、ヘパリン類似物質が有効であるが、前述の水膨れした患部の蘇生には時間を要する。

## 駆除
ツバキやサザンカは、人気のある園芸植物であり、小学校や公園などにもよく植えられている。園芸的被害も甚大だが毒針毛によって生垣の下を通った子供が被害にあう例もある。しばしば放し飼いにしている、ネコやイヌの体毛に毒針毛が付着してしまい、間接的に被害をうける場合がある。
予防策としては、早い段階で剪定を行うことで、風通しを良くしておき、卵塊を見つけたら葉ごと切除しておく。発生しても、若齢のうちは葉の裏に群生していてわかりにくいので、食害された葉が白く透けてくることで気が付くことが多い。この時期に枝ごと切除するのが効果的である。この時うっかり触って驚かせると、一斉に糸を吐いてぶら下がり、拡散してしまうので気をつける。こうした拡散を防ぐための固着剤も市販されている。また、農薬のアセフェートを事前散布し、ケムシの発生を抑制する方法も有効である。成長して拡散してしまったら、殺虫剤（フェニトロチオン）で駆除するしかない。